# 맥도넬 F2H 밴시

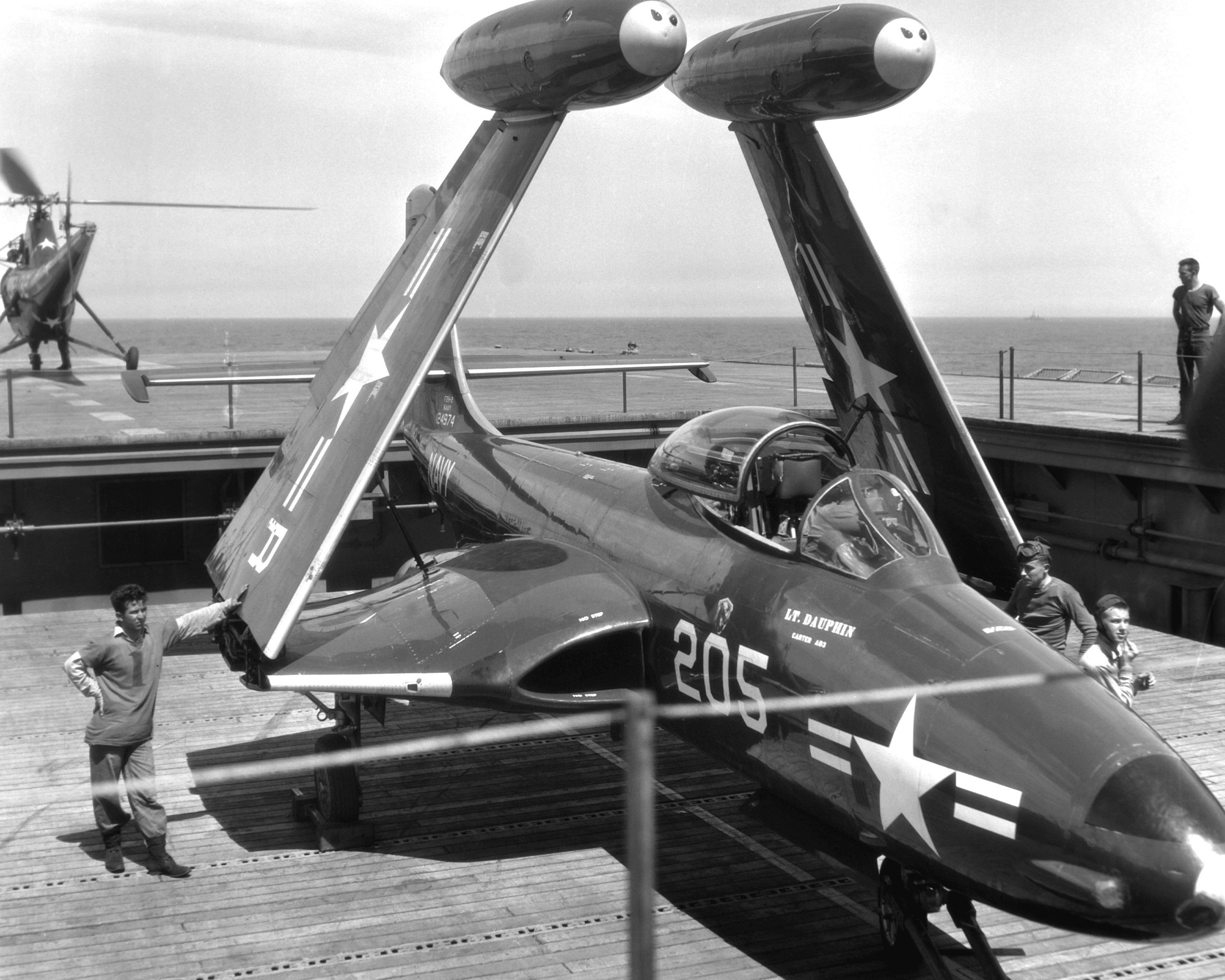
한국전쟁 당시 USS 에식스 (CV-9)의 F2H 밴시

맥도넬 F2H 밴시(영어: McDonnell F2H Banshee)는 미국 해군 최초의 항공모함용 제트 전투기이다.

## 같이 보기
- F9F 팬서